# Boża odpłata

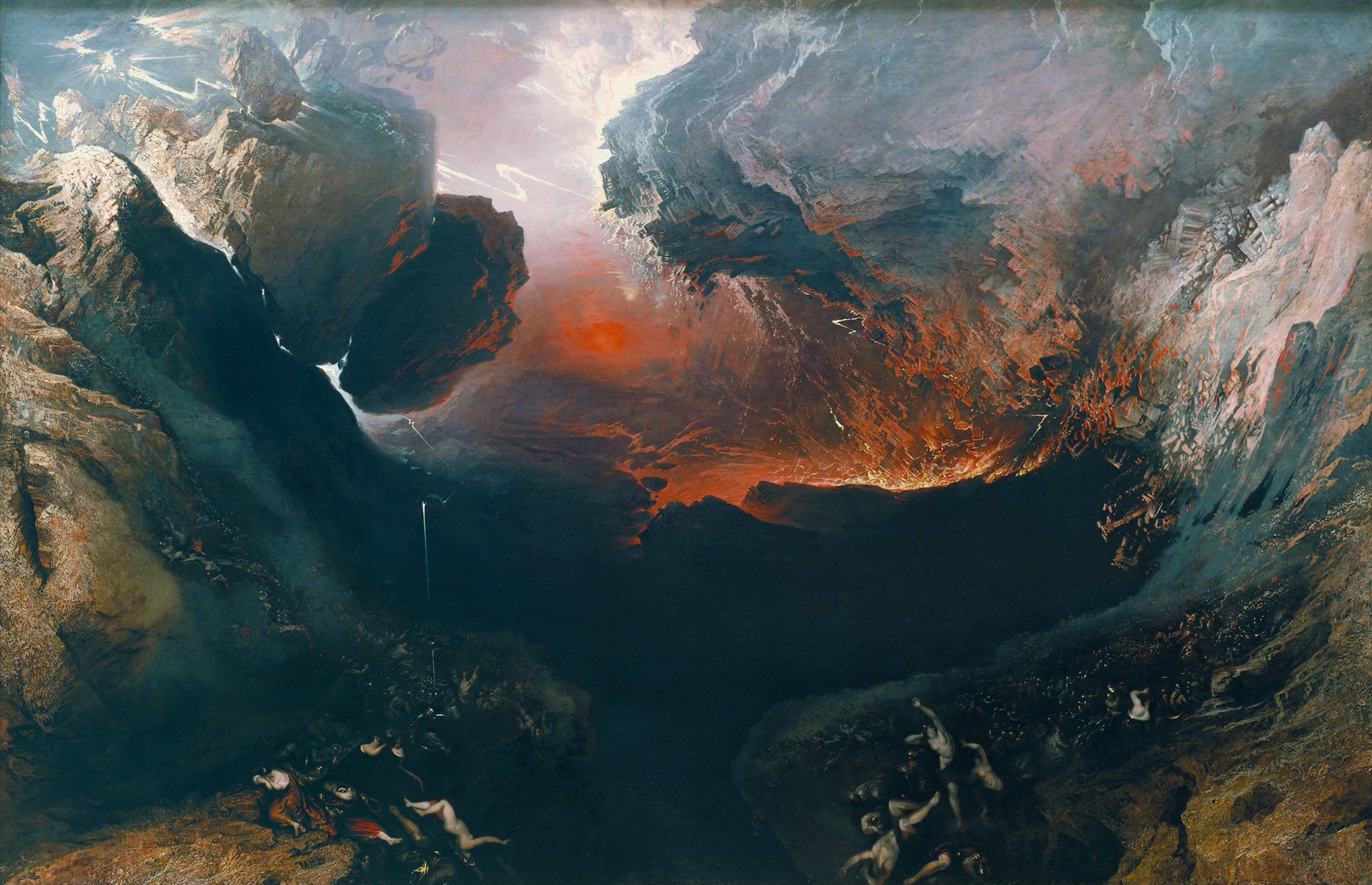
Koniec świata, powszechnie znany jako Wielki Dzień Jego Gniewu, obraz olejny na płótnie z lat 1851–1853 autorstwa angielskiego malarza Johna Martina.

Boża odpłata lub kara Boska – w wierzeniach religijnych: wyraz bożej sprawiedliwości, wymierzonej osobie lub grupie ludzi w odpowiedzi na jakieś działania. 
W różnych kulturach istnieją historie o tym, jak bóstwo wymierza karę poprzednim mieszkańcom ziemi, powodując ich zagładę. Historia o wielkiej powodzi, która zniszczyła całą ludzkość, pozostawiając „wybranych” ocalałych, opisana jest w Eposie o Gilgameszu, hinduskich Wedach lub Księdze Rodzaju (6:9–8:22). W pierwszym przykładzie jest to Utnapisztim, a w ostatnim Noe. Wzmianki w Nowym Testamencie i Koranie o człowieku imieniem Nuh (Noe), któremu Bóg nakazał zbudować arkę, również sugerują, że jeden człowiek i jego naśladowcy zostali ocaleni w wielkiej powodzi.
Inne przykłady z hebrajskiej literatury religijnej obejmują pomieszanie języków budowniczych Wieży Babel (Rdz 11:1–9), zniszczenie Sodomy i Gomory (Rdz 18:20–21, 19:23–28) (Koran 7: 80–84) oraz Dziesięć Plag, które spadły na starożytnych Egipcjan za prześladowanie narodu Izraela (Wyjścia, rozdziały 7–12).
Również w mitologii Indian Hopi występuje zniszczenie wioski Palatkwapi przez powódź i trzęsienie ziemi w wyniku nieprawości mieszkańców.

## Judaizm i chrześcijaństwo
Boża odpłata, określana również jako Gniew Boży, to antropomorficzne wyrażenie postawy, jaką według niektórych Bóg wykazuje wobec grzechu. Koncepcja ta jest wielokrotnie wspominana w Biblii. Bywa również przywoływana jako zemsta, którą wymierza Bóg swoim wrogom lub prześladowcom swojego narodu. W księdze Izajasza 35:4 czytamy:

Powiedzcie małodusznym:
«Odwagi! Nie bójcie się!
Oto wasz Bóg, oto - pomsta;
przychodzi Boża odpłata;
On sam przychodzi, by zbawić was».

### Biblia hebrajska

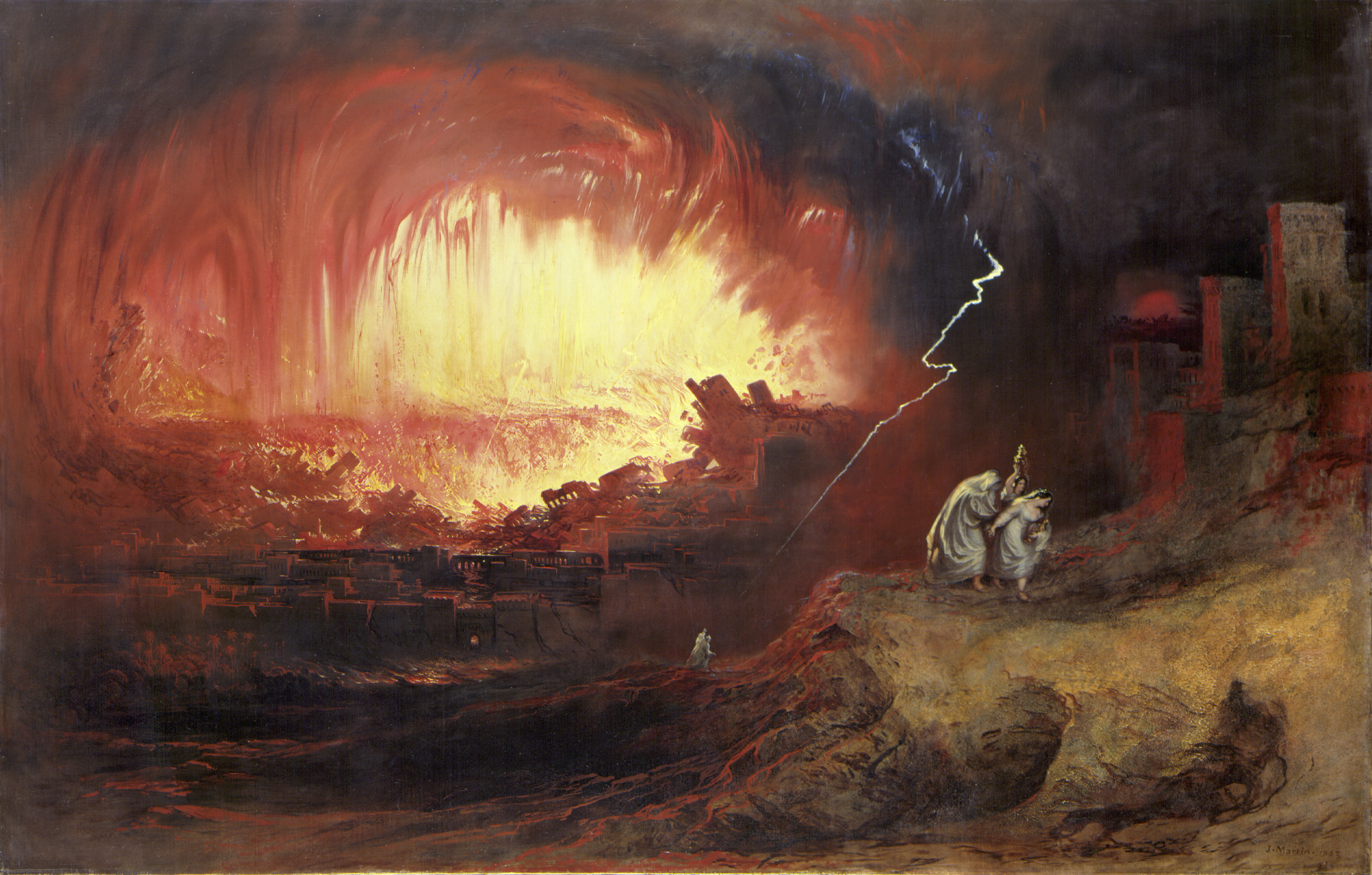
Zniszczenie Sodomy i Gomory, John Martin, 1852

W Starym Testamencie idea Bożej odpłaty wyrażana jest jako bezpośrednie odniesienie do sprawiedliwości Boga (m.in.: Hi 4:7; 34:11; Ps 37; 62:12; 91; 92; Prz 24:12; Ez 18:4) lub przejawia się w aktach wykonywanej kary, m.in:
- Rdz 3:14–24 - Klątwa rzucona na Adama i Ewę oraz wygnanie z ogrodu Eden w wyniku nieposłuszeństwa;
- Rdz 4:9–15 – Klątwa rzucona na Kaina po zabiciu przez niego brata Abla;
- Rdz 6–7 – Wielki potop jako kara za szalejące zło i Nefilim;
- Rdz 11:1–9 – Pomieszanie języków przy budowie Wieży Babel;
- Rdz 19:23–29 – Zniszczenie Sodomy i Gomory; ludzie, którzy nie mają wartości odkupieńczej;
- Rdz 38:6–10 – Zniszczenie Er i Onana; niegodziwość w oczach Pana;
- Wj 7–14 – Plagi egipskie; aby utwierdzić swą władzę nad władzą bogów Egiptu;
- Wj 19:10–25 – Boskie groźby na górze Synaj; ostrzegajcie, że góra jest niedostępna i święta;
- Wj 32 – Plagi związane ze złotym cielcem za złamanie przymierza z Bogiem;
- Kpł 10:1–2 – Nadab i Abihu zostają spaleni; ofiarowali nieuprawniony ogień w swoich kadzielnicach;
- Kpł 26:14–39 – Przekleństwa na nieposłusznych; boskie ostrzeżenie;
- Lb 11 – Zaraza towarzyszy rozdawaniu manny na pustyni; odrzucając jego łaskawy dar niebiańskiego pożywienia i nie przechodząc próby posłuszeństwa;
- Lb 16 – Bunt Koracha, Datana i Abirama – Ich nadprzyrodzona śmierć i plaga, która po niej nastąpiła; bezczelność i próby autopromocji do ról, które nie były godne pełnienia;
- Lb 20:9–13 – Nagana Mojżesza przy wodach Meriba; nieposłuszeństwo przykazaniom Pana, okazanie nieufności i obojętności wobec Boga;
- Lb 21 – Szemranie ludu i plaga latającego ognistego węża; odrzucając łaskę Bożą;
- Lb 25 – Nierząd z Moabitami i wynikająca z niego plaga; łamanie przymierza Bożego poprzez niemoralność seksualną i oddawanie czci innym bogom;
- Pwt 28 – Przekleństwa rzucane na nieposłusznych;
- 1 Sm 6:19 – zabito kilku/wielu mężczyzn z Bet-Szemesz; Zaglądanie do Arki Przymierza;
- 2 Sm 6:1–7 – Uzza zabity; Dotknięcie Arki Przymierza;
- 1 Krl 11 – Bóg obiecuje wyrwać królestwo króla Salomona jego synowi, z wyjątkiem jednego plemienia; Budował ołtarze innym bogom dla swoich żon;
- 2 Krn 26:19-21 – porażenie trądem Króla Ozjasza jako kara za pychę.

### Nowy Testament
Nowy Testament wiąże gniew Boży szczególnie z obrazami Dnia Ostatniego, opisanego alegorycznie w Rz 2:5 jako „dzień gniewu” oraz w Księdze Apokalipsy. Gniew Boży jest wspomniany w co najmniej dwudziestu wersetach Nowego Testamentu m.in.:
- J 3:36 – Jan Chrzciciel oświadcza, że "kto wierzy w Syna, ma życie wieczne; kto nie jest posłuszny Synowi, nie ujrzy życia, lecz ciąży na nim gniew Boży";
- Dz 5:1 – Ananiasz i jego żona Safira zabici, zatrzymując część dochodów po sprzedaży majątku;
- Rz 1:18 – "Albowiem gniew Boży ujawnia się z nieba na wszelką bezbożność i nieprawość tych ludzi, którzy przez nieprawość nakładają prawdzie pęta";
- Rz 5:9 – "Tym bardziej więc będziemy przez Niego zachowani od karzącego gniewu, gdy teraz przez krew Jego zostaliśmy usprawiedliwieni";
- Rz 12:19 – "Umiłowani, nie wymierzajcie sami sobie sprawiedliwości, lecz pozostawcie to pomście [Bożej]! Napisano bowiem: Do Mnie należy pomsta";
- Ef 5:6 – "Niechaj was nikt nie zwodzi próżnymi słowami, bo przez te [grzechy] nadchodzi gniew Boży na buntowników";
- Ap 6:17 – "bo nadszedł Wielki Dzień Jego gniewu, a któż zdoła się ostać?";
- Ap 14:19 – "I rzucił anioł swój sierp na ziemię, i obrał z gron winorośl ziemi, i wrzucił je do tłoczni Bożego gniewu - ogromnej";
- Ap 15:1 – "I ujrzałem na niebie znak inny - wielki i godzien podziwu: siedmiu aniołów trzymających siedem plag, tych ostatecznych, bo w nich się dopełnił gniew Boga";
- Ap 19:15 – "A z Jego ust wychodzi ostry miecz, by nim uderzyć narody: On paść je będzie rózgą żelazną i On wyciska tłocznię wina zapalczywego gniewu Wszechmogącego Boga".

## Krytyka
Wątpliwości wobec antropomorficznej zasady, w której grzesznicy doznają kary Boskiej (opierające się na założeniu, że człowiek nie jest w stanie nigdy w pełni zrozumieć Bożych działań, a Bóg nie jest ograniczony tą zasadą) wyrażone są wielokrotnie w księdze Koheleta, m.in. (8:14): 
"Jest marność, która się dzieje na ziemi: są sprawiedliwi, którym się zdarza to, na co zasługują grzesznicy, a są grzesznicy, którym się zdarza to, na co zasługują sprawiedliwi. Rzekłem: I to jest marność" 
Jako tradycyjna nauka Starego Testamentu lub swoiste uproszczenie jest niejako brana pod rozwagę w księdze Hioba, przypisującej Szatanowi rolę sprawcy nieszczęść ludzi sprawiedliwych, gdzie występuje jako argument Elifaza głoszącego tradycyjną tezę o Bogu karzącym bezpośrednio grzeszników za życia (Hi 4:7-9): 
"Przypomnij, czy zginął kto prawy? Gdzie sprawiedliwych zgładzono? O ile wiadomo, złoczyńca, który sieje nieprawość, zbiera z niej plon. Od gniewu Boga on ginie, upada od gniewu Jego oburzenia" 
Współcześnie jako Hipoteza sprawiedliwego świata – błąd poznawczy polegający na tendencji do wierzenia, że świat jest w jakiś sposób „sprawiedliwy”. 